# Звездчатка дубравная
Звездча́тка дубра́вная, или звёздочка лесная (лат. Stellária nemórum) — многолетнее травянистое растение, вид рода Звездчатка (Stellaria) семейства Гвоздичные (Caryophyllaceae).
Широко распространённое в Европе растение, приуроченное к широколиственным и смешанным лесам.

## Ботаническое описание

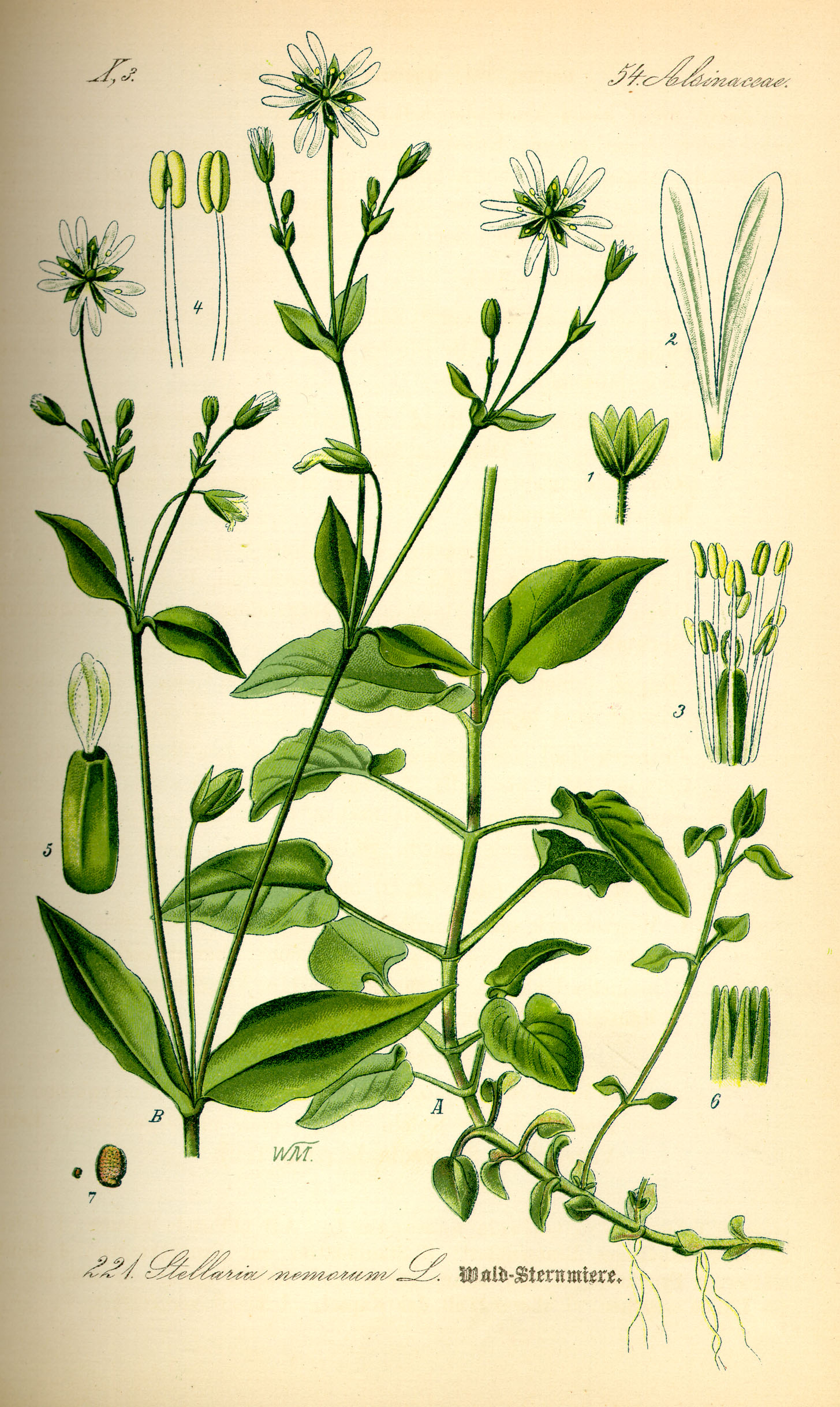

Многолетнее травянистое растение с тонким ползучим корневищем. Стебли приподнимающиеся, 20—60 см высотой, округлые в сечении, в нижней части голые, в верхней — покрытые курчавыми железистыми волосками.
Листья с сердцевидным основанием и заострённой верхушкой, по краю реснитчатые, нижние — черешчатые, широколанцетные, 3—8 см длиной и 2—4 см шириной, верхние — сидячие, более мелкие.
Цветки до 1 см в диаметре, собраны в рыхлые полузонтики в пазухах верхних листьев и на верхушках побегов, на длинных, после отцветания нередко вниз отогнутых цветоножках. Чашелистики ланцетные, 5—6 мм длиной, с перепончатым краем, при основании с железистым опушением. Лепестки белого цвета, в числе пяти, разделённые почти от основания на две линейные доли, вдвое превышают чашечку по длине. Столбиков три, тычинок, как правило, десять.
Плоды — продолговатые коробочки в полтора раза длиннее чашечки.
Семена созревают через месяц после отцветания, уже через два месяца начинают прорастать. Из них появляются стелющиеся побеги с бесцветными чешуевидными листьями, к зиме углубляющиеся в почву, а весной вырастающие в обычные побеги. Растение активно размножается вегетативно с помощью побегов, отходящих из узлов корневища.

## Распространение и экология
Растение с разорванным природным ареалом: основной европейско-кавказско-малоазиатский регион и Монголия с центральным и северным Китаем. Произрастает в сырых широколиственных и смешанных лесах, нередко по берегам лесных рек и ручьёв, на эутрофных торфяниках.

## Значение и применение
В листьях содержится 217 мг % аскорбиновой кислоты.
В зелёном состоянии крупно рогатым скотом не поедается. При случайном поедании отмечались отравления. Особенно часты отравления лошадей. При отравлении наблюдается оглумообразное состояние. В сухом виде, в сене, поедается охотно и служит кормом увеличивающим надои молока.

## Классификация
Действительное описание (диагноз) Stellaria nemorum было опубликовано в книге Species plantarum (1753) Карла Линнея: Stellaria foliis cordatis petiolatis, pedunculis ramosis — «звездчатка с черешчатыми сердцевидными листьями, с ветвистыми цветоносами». Описан вид «из неморальной Европы».

### Таксономия
Stellaria nemorum L., 1753, Sp. Pl.: 421
Вид Звездчатка дубравная относится к роду Звездчатка (Stellaria) семейства Гвоздичные (Caryophyllaceae) порядка Гвоздичноцветные (Caryophyllales). Кладограмма в соответствии с Системой APG IV по состоянию на декабрь 2023 года:
|  |                                      |  |                                   |                                   |                      |  | ещё 40 семейств | ещё 40 семейств |                      |  |                        |  | еще 121 подтвержденный вид и 262 вида, ожидающих подтверждения | еще 121 подтвержденный вид и 262 вида, ожидающих подтверждения |  |
|  |                                      |  |                                   |                                   |                      |  | ещё 40 семейств | ещё 40 семейств |                      |  |                        |  | еще 121 подтвержденный вид и 262 вида, ожидающих подтверждения | еще 121 подтвержденный вид и 262 вида, ожидающих подтверждения |  |
|  |                                      |  |                                   | порядок Гвоздичноцветные          |                      |  |                 |                 | род Звездчатка       |  |                        |  |                                                                |                                                                |  |
|  |                                      |  |                                   | порядок Гвоздичноцветные          |                      |  |                 |                 | род Звездчатка       |  | 1 внутривидовой таксон |  |                                                                |                                                                |  |
|  | отдел Цветковые, или Покрытосеменные |  |                                   |                                   | семейство Гвоздичные |  |                 |                 | Звездчатка дубравная |  |                        |  |                                                                |                                                                |  |
|  | отдел Цветковые, или Покрытосеменные |  |                                   |                                   |                      |  |                 |                 |                      |  |                        |  |                                                                |                                                                |  |
|  |                                      |  | ещё 63 порядка цветковых растений | ещё 63 порядка цветковых растений |                      |  |                 | еще 97 родов    | еще 97 родов         |  |                        |  |                                                                |                                                                |  |
|  |                                      |  |                                   | ещё 63 порядка цветковых растений |                      |  |                 |                 | еще 97 родов         |  |                        |  |                                                                |                                                                |  |

### Синонимы
- Alsine media var. nemorum (L.) Kuntze
- Alsine nemorum Schreb.
- Alsine nemorum Macl.
- Cerastium nemorum Crantz
- Stellaria ciliata Vahl ex Pers.
- Stellaria limitanea Standl.
- Stellaria nemorum var. bracteata Fenzl
- Stellaria nemorum var. bungeana Regel
- Stellaria nemorum var. subebracteata Fenzl